# Weltmeisterschaften im Gewichtheben 1954
Die 31. Weltmeisterschaften im Gewichtheben fanden vom 7. bis zum 10. Oktober 1954 in der österreichischen Stadt Wien statt. An den von der International Weightlifting Federation (IWF) im Dreikampf (beidarmiges Drücken, Reißen und Stoßen) ausgetragenen Wettkämpfen nahmen 100 Gewichtheber aus 23 Nationen teil.

## Medaillengewinner
| Disziplin           | Gold                  | Silber             | Bronze           |
| ------------------- | --------------------- | ------------------ | ---------------- |
| Bantamgewicht       | Bakir Farchutdinow    | Mahmoud Namdjou    | Ali Mirzaei      |
| Federgewicht        | Rafael Tschimischkian | Iwan Udodow        | Tun Maung Nil    |
| Leichtgewicht       | Dimitri Iwanow        | Said Khalifa Gouda | Josef Tauchner   |
| Mittelgewicht       | Peter George          | Fjodor Bogdanowski | Stanley Stanczyk |
| Leichtschwergewicht | Tamio Kono            | Trofim Lomakin     | Jean Debuf       |
| Mittelschwergewicht | Arkadi Worobjew       | David Sheppard     | Clyde Emrich     |
| Superschwergewicht  | Norbert Schemansky    | James Bradford     | Franz Hölbl      |

## Medaillenspiegel
Die Platzierungen im Medaillenspiegel sind nach der Anzahl der gewonnenen Goldmedaillen sortiert, gefolgt von der Anzahl der Silber- und Bronzemedaillen (lexikographische Ordnung). Weisen zwei oder mehr Nationen eine identische Medaillenbilanz auf, werden sie alphabetisch geordnet auf dem gleichen Rang geführt.
| Rang | Nation             | Gold | Silber | Bronze | Gesamt |
| ---- | ------------------ | ---- | ------ | ------ | ------ |
| 1.   | Sowjetunion        | 4    | 3      | 0      | 8      |
| 2.   | Vereinigte Staaten | 3    | 2      | 2      | 6      |
| 3.   | Iran               | 0    | 1      | 1      | 2      |
| 4.   | Ägypten            | 0    | 1      | 0      | 1      |
| 5.   | Österreich         | 0    | 0      | 2      | 2      |
| 6.   | Frankreich         | 0    | 0      | 1      | 1      |
| 6.   | Birma              | 0    | 0      | 1      | 1      |